# Зішестя у пекло
«Зішестя у пекло» («Descente aux enfers») — французький драматичний кінотрилер 1986 року, знятий режисером Франсісом Жиро, з Клодом Брассером і Софі Марсо у головних ролях.

## Сюжет
Уже немолодий, лисіючий письменник, який сильно п'є, їде з молодою і красивою дружиною на Гаїті, де сподівається врятувати шлюб і кохання. Але щовечора Ален напивається, а Лола надана сама собі. Незабаром Лола, яка нудьгує без уваги і ласк чоловіка, віддається молодій людині, яка проживає в тому ж готелі. Ален дізнається про це і цього дня напивається ще сильніше, але вже в місті. Якийсь чоловік, який бачив, як Ален намагався розплатитися, трясучи пачкою грошей, нападає на нього в темному провулку. Захищаючись, Ален вбиває нападника розбитою пляшкою. Свідок того, що сталося, шантажує Алена, вимагаючи велику суму грошей. Ця подія рятує стосунки між подружжям. Лола робить усе, щоб допомогти чоловікові: спалює закривавлений одяг і продає коштовності, щоб відкупитися від шантажистів. Річ у тім, що її переслідувало важке психологічне переживання.

## У ролях
- Клод Брассер: Ален
- Софі Марсо: Лола
- Бетсі Блер: місіс Бернс
- Іполит Жірардо: Філіп Девінья
- Жерар Рінальді: Елвіс, менеджер готелю
- Марі Дюбуа: Люсетт Бойлеманс
- Сідікі Бакаба: Теофіль Біжу
- Умбан У'Ксет: інспектор Реду
- Тьєррі Равель: ґвалтівник у метро

## Знімальна група
- Режисер: Франсіс Жиро
- Продюсер: Аріель Зейтун
- Сценарій: Жан-Лу Дабаді, Франсіс Жиро, Давід Гудіс
- Оператор: Шарль Ван Дамм
- Композитор: Жорж Дельрю
- Художник: Жак Бюфнуар